# Oskar Haas
Oskar Haas (* 21. července 2003, Vrchlabí) je profesionální český hokejový útočník. Od roku 2025 hraje za klub HC RT Torax Poruba 2011.

## Kariéra

### Klubová kariéra
Oskar Haas s hokejem začal v klubu HC Stadion Vrchlabí. V letech 2016–2021 hrál za mládežnické týmy BK Mladá Boleslav. Začátek sezóny 2021/2022 strávil v juniorském týmu HC Motor České Budějovice, ještě v jejím průběhu však přestoupil do klubu HC Oceláři Třinec. S jeho juniorským týmem získal v sezóně 2022/2023 stříbrné medaile, v sezóně 2023/2024 zlato. Od sezóny 2022/2023 nastupoval za prvoligový klub HC Frýdek Místek. V sezóně 2022/2023 si Haas připsal také první start v české extralize za Třinec. Na jaře 2025 přestoupil do prvoligového týmu HC RT Torax Poruba 2011.

### Reprezentační kariéra
V letech 2018 až 2023 odehrál Haas čtyři přípravné zápasy za mládežnické výběry Česka. Před Mistrovstvím světa juniorů 2023 Haas figuroval v širším výběru pro tento turnaj, do základní sestavy se však nedostal.

## Ocenění a úspěchy
- 2023 ČHL-20 – Nejlepší střelec v playoff
- 2023 1.ČHL – Nejproduktivnější junior
- 2023 1.ČHL – Nejlepší junior
- 2024 ČHL-20 – Nejlepší střelec v playoff
- 2024 ČHL-20 – Nejlepší nahrávač v playoff
- 2024 ČHL-20 – Nejproduktivnější hráč v playoff
- 2024 ČHL-20 – Nejlepší hráč v pobytu na ledě (+/-) v playoff
- 2024 ČHL-20 – Vítězný gól

## Prvenství
- Debut v ČHL – 27. listopadu 2022 (HC Škoda Plzeň proti HC Oceláři Třinec)
- První asistence v ČHL – 11. prosince 2022 (HC Dynamo Pardubice proti HC Oceláři Třinec)

## Klubová statistika
| Sezóna       | Klub              | Soutěž       |    | Základní část | Základní část | Základní část | Základní část | Základní část |   | Play off | Play off | Play off | Play off | Play off |
| Sezóna       | Klub              | Soutěž       | Z  | G             | A             | B             | TM            | Z             | G | A        | B        | TM       |          |          |
| 2022-23      | HC Oceláři Třinec | ČHL          | 7  | 0             | 1             | 1             | 0             | —             | — | —        | —        | —        |          |          |
| 2022-23      | HC Frýdek-Místek  | 1.ČHL        | 45 | 17            | 18            | 35            | 18            | 2             | 0 | 1        | 1        | 0        |          |          |
| 2023-24      | HC Oceláři Třinec | ČHL          | 11 | 0             | 0             | 0             | 0             | —             | — | —        | —        | —        |          |          |
| 2023-24      | HC Frýdek-Místek  | 1.ČHL        | 45 | 12            | 8             | 20            | 10            | —             | — | —        | —        | —        |          |          |
| Celkem v ČHL | Celkem v ČHL      | Celkem v ČHL | 18 | 0             | 1             | 1             | 0             | —             | — | —        | —        | —        |          |          |